# 李最雄
李最雄（1941年—2019年7月2日），生于甘肃兰州，中国文物保护专家。曾任敦煌研究院副院长、甘肃省政府参事，兼任兰州大学教授、博士生导师。李最雄参与文物保护工作50余年，对石窟壁画、土建遗址的保护作有重大贡献。

## 生平
李最雄1941年出生于兰州，1964年毕业于西北师范大学，此后开始在甘肃省博物馆从事文物保护工作。1991年在日本东京艺术大学获得博士学位，成为中国国内首位拥有博士学位的文保工作者。1998年起担任敦煌研究院副院长。
李最雄主要从事古遗址的保护工作，尤其是石窟、壁画、石刻、古建土遗址等，李进行了大量的研究，其成果在业内具有重要的参考意义。李最雄完成保护工程50余项，获得国家级科技奖励3项，1992年文化部颁予优秀专家荣誉，享受国务院特殊专家津贴。